# Keimoes

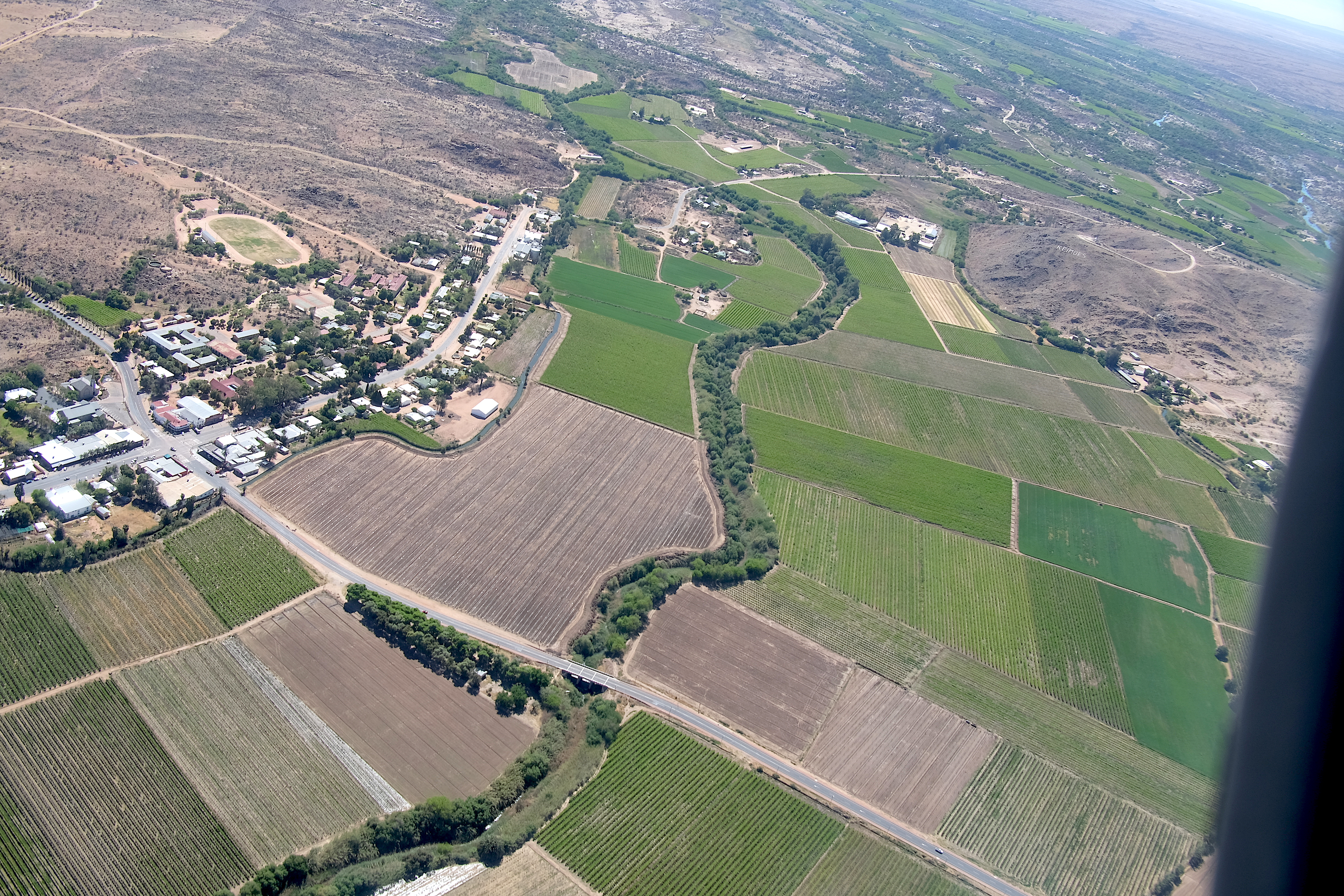
Keimoes Luftaufnahme (2016)

Keimoes ist eine Kleinstadt in der Lokalgemeinde Kai ǃGarib im Distrikt ZF Mgcawu der südafrikanischen Provinz Nordkap und ist Sitz der Gemeindeverwaltung. Sie liegt im Kreuzungsbereich der Straßen N14 und R27. 2011 hatte sie 12.000 Einwohner.
Keimoes liegt 45 Kilometer südwestlich von Upington und 40 Kilometer östlich von Kakamas am Oranje und lebt wie viele andere Orte in dieser Gegend zum großen Teil vom Weinanbau. Jedoch werden hier die Trauben überwiegend zu Rosinen und nicht zu Wein verarbeitet.
Benannt ist Keimoes nach dem Khoikhoibegriff für „großes Auge“, was eine Quelle oder Brunnen bezeichnet oder nach den Namabegriffen gei (‚groß‘) und mus (‚Quelle‘).

## Geschichte
Gegründet wurde die Stadt in den 1870er Jahren durch Klaas Lucas, den Anführer einer hier lebenden !Korana-Gruppe, die zu den Khoikhoi gehörten. 1887 wurde die erste Schule gebaut, 1889 die erste Kirche. Stadtstatus erhielt Keimoes 1949. Durch die Lage direkt am Fluss kommt es immer wieder zu größeren Überschwemmungen der Stadt, beispielsweise in den Jahren 1925, 1934, 1974 und 1988.

## Sehenswürdigkeiten
- Tree of prayer (Predigerbaum)
  - 1918 war Keimoes, wie viele andere Städte auch, von der spanischen Grippe betroffen. Um das Ansteckungsrisiko zu minimieren, waren alle Veranstaltungen in geschlossenen Räumen verboten, die Niederländisch-reformierte Kirchengemeinde hielt daraufhin ihre Messen unter diesem Baum ab. Seitdem ist er Predigerbaum bekannt. Es handelt sich um ein großes Exemplar eines Kameldornbaumes (Acacia erioloba).
- Bakkiespomp
  - Sehenswert in der Stadt ist ein altes Wasserschöpfrad, welches noch immer in Betrieb ist und die umliegenden Weinstöcke mit Wasser aus dem Oranje versorgt.
- Old Dutch Reformed Mission Church
  - Die Kirche wurde 1889 erbaut, seit 1978 ist sie ein Nationaldenkmal und wird als Museum genutzt.
- Tierberg Nature Reserve
  - Das 160 Hektar große Naturschutzgebiet liegt vier Kilometer außerhalb der Stadt an der Straße in Richtung der Augrabiesfälle. Es ist bekannt für die große Zahl von Aloen und sukkulenten Pflanzen.